# Colpocaccus marginatus
Colpocaccus marginatus är en skalbaggsart som beskrevs av Sharp 1903. Colpocaccus marginatus ingår i släktet Colpocaccus och familjen jordlöpare. Inga underarter finns listade i Catalogue of Life.